# ×Triticosecale schlanstedtensis
Triticosecale schlanstedtensis là một loài thực vật có hoa trong họ Hòa thảo. Loài này được Wittm. miêu tả khoa học đầu tiên năm 1899.